# Рахе (кратер)
Рахе — метеоритний кратер на Марсі у чотирикутнику Фарсіс, розташований на 25,05° північної широти та 262,52° східної довготи, між вулканами Керауній Толус і Ураній Толус. Її діаметр становить приблизно 34 кілометри, її назвали на честь Юргена Рахе, німецько-американського астронома та директора наукової програми NASA.

## Опис
Кратер має витягнуту форму розміром 35 км на 18 км і є наслідком косого удару. Канал з'єднує кратер Рахе з околицями вершини кальдери Керауній Толус із цікавим віялоподібним відкладенням у нижній частині.
Кратер Рахе — 1 кілометрів на глибину місцями, і був створений ударом під низьким кутом, про що свідчить його видовжена форма та відкладення викиду у формі «метелика». Допускається, що в Рахе колись було озеро. Озеро утворилося через те, що тепло від найближчого вулкана Церауній Толус розтопило його льодовики. Тала вода спочатку збиралася в кальдері Церунія Толуса, а потім розливалася по краю кальдери, утворюючи долину та озеро в кратері Рахе. Долина, що несла воду, мала ширину близько 200 м. У місці входу долини в кратер утворилася дельта.

Цей тип подій, пов'язаних із таненням вулканічного тепла льодовиків, поширений в Ісландії. Виверження під льодовиками називаються jökulhlaups і в середньому відбуваються два рази на століття. Дослідження зміни клімату показують, що багато регіонів з низькими широтами накопичували велику кількість снігу, коли клімат був іншим. 

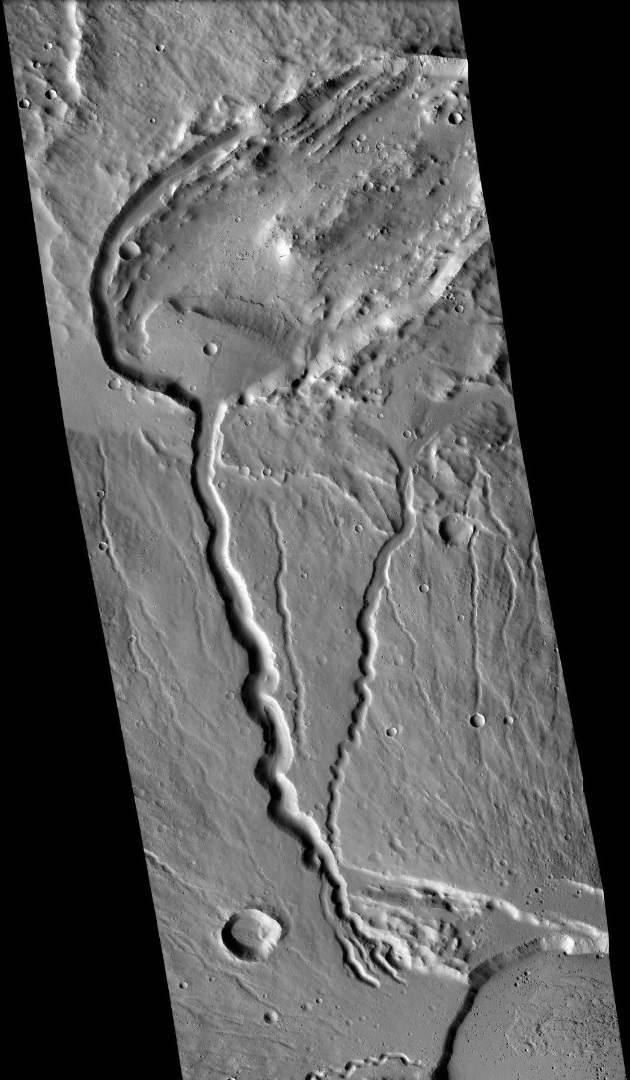
Кратер Рахе, як бачимо з камери CTX (на MRO).
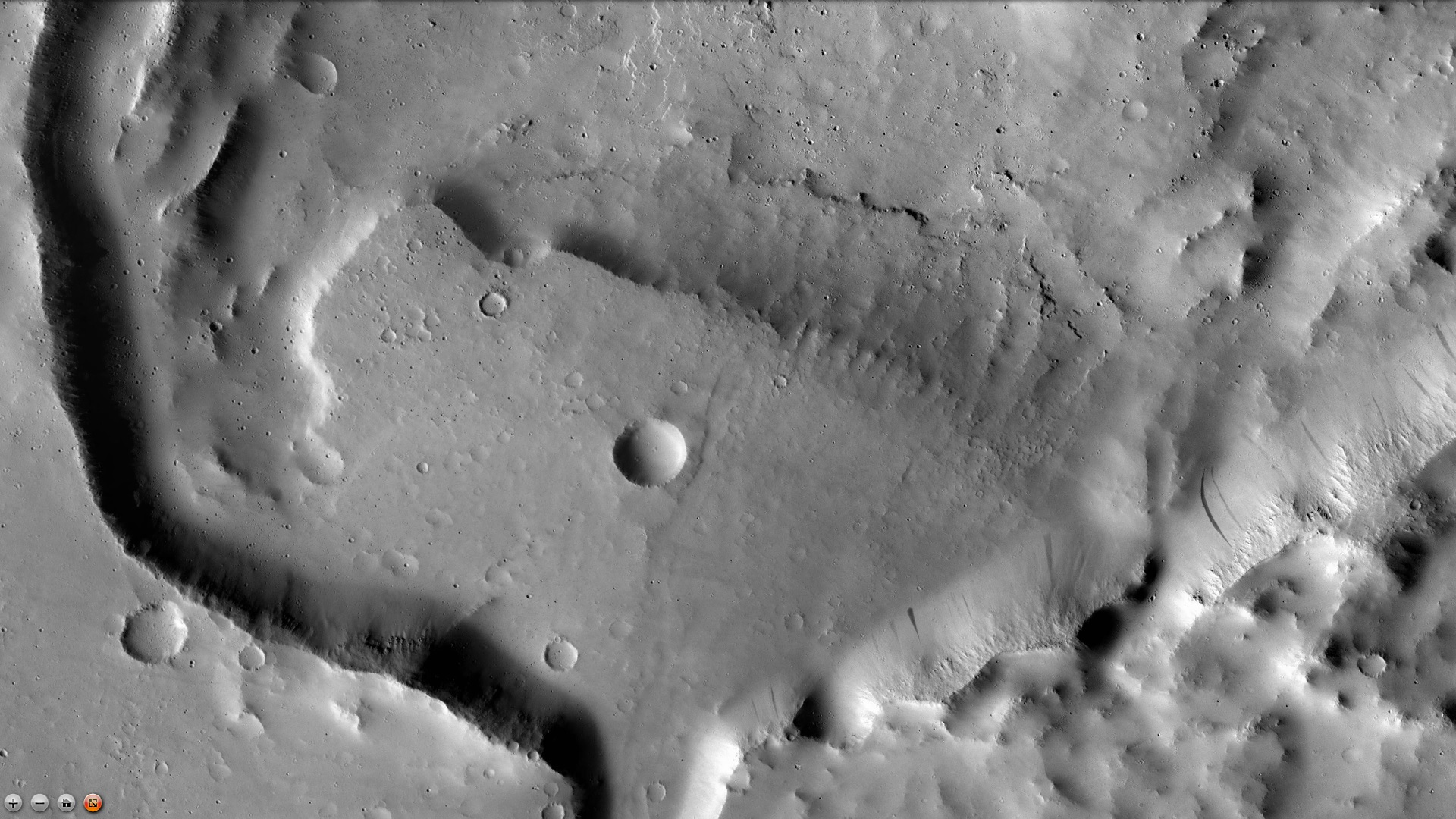
Дельта в кратері Рахе, як бачимо з камери CTX. Примітка: це збільшення попереднього зображення кратера Рахе.